# 張越紅
張 越紅（ちょう えっこう、簡体字中国語: 张越红、繁体字中国語: 張越紅、拼音: Zhāng Yuèhóng、1975年11月9日 - ）は、中華人民共和国の元女子バレーボール選手。

## 来歴
遼寧省瀋陽市出身。2000年、中国代表に初選出される。主にスーパーサブとして、様々な場面で投入され活躍した。2003年のワールドカップで優勝を果たし、翌2004年のアテネオリンピックでも金メダルを獲得した。同大会決勝では、不調の王麗娜に替わり途中交代で投入されると大車輪の活躍を見せ、金メダルポイントも決めるなどチームのピンチを救った。
2008年にはVプレミアリーグの東レに入団。東レの女子初の2連覇に貢献するとともに、MVP獲得とベスト6に選出された。2009年5月、東レを退団後に現役を引退した。

## 球歴
- オリンピック - 2004年（金メダル）
- 世界選手権 - 2002年（4位）
- ワールドカップ - 2003年（金メダル）
- ワールドグランドチャンピオンズカップ - 2001年（優勝）
- ワールドグランプリ - 2003年（優勝）、2001年、2002年、2007年（準優勝）
- アジア選手権 - 2001年、2003年（優勝）、2007年（準優勝）
- アジア競技大会 - 2002年（優勝）

## 受賞歴
- 2009年 - 2008-09 プレミアリーグ MVP、ベスト6
- 2009年 - 第58回黒鷲旗全日本選抜バレーボール大会 ベスト6

## 所属クラブ
- 遼寧省女子バレーボールチーム（1993-2002年）
- RCカンヌ （2002-2003年）
- 遼寧省女子バレーボールチーム（2003-2008年）
- 東レアローズ （2008-2009年）